# Шулатута
Шулатута — село в Унцукульском районе Дагестана. В переводе с аварского — «у укрепления».
Село в составе Балаханского сельсовета (с 1921) года.

## География
Село расположено в 44 км к юго-востоку от районного центра, села Унцукуль.

## Население
| 1888 | 1895 | 1926 | 1939 | 1970 | 1989 | 2002 |
| ---- | ---- | ---- | ---- | ---- | ---- | ---- |
| 56   | ↗64  | ↗89  | ↗99  | ↘38  | ↘0   | ↗12  |
| 2010 | 2021 |      |      |      |      |      |
| ↘0   | →0   |      |      |      |      |      |